# Nivells estàndard RAID

Esquema de configuració d'un RAID 0.

Esquema deconfiguració d'un RAID 1.

En l'emmagatzematge informàtic, els nivells RAID estàndard comprenen un conjunt bàsic de configuracions RAID ("matriu redundant de discos independents" o "matriu redundant de discos barats") que utilitzen les tècniques de striping, duplicació o paritat per crear grans magatzems de dades fiables a partir de múltiples unitats de disc dur (HDD) d'ordinadors de propòsit general. Els tipus més comuns són RAID 0 (striping), RAID 1 (mirall) i les seves variants, RAID 5 (paritat distribuïda) i RAID 6 (doble paritat). També es poden combinar o aniuar diversos nivells de RAID, per exemple RAID 10 (striping de miralls) o RAID 01 (conjunts de ratlles de mirall). Els nivells RAID i els seus formats de dades associats estan estandarditzats per la Storage Networking Industry Association (SNIA) en l'estàndard Common RAID Disk Drive Format (DDF). Els valors numèrics només serveixen com a identificadors i no signifiquen rendiment, fiabilitat, generació ni cap altra mètrica.
Tot i que la majoria dels nivells de RAID poden proporcionar una bona protecció i recuperació contra defectes de maquinari o sectors defectuosos/errors de lectura (errors durs), no proporcionen cap protecció contra la pèrdua de dades a causa d'errors catastròfics (incendi, aigua) o errors suaus com ara errors d'usuari., mal funcionament del programari o infecció de programari maliciós. Per a dades valuoses, el RAID és només un element bàsic d'un esquema de prevenció i recuperació de pèrdues de dades més gran – no pot substituir un pla de còpia de seguretat.

## RAID 0
RAID 0 (també conegut com a conjunt de bandes o volum en bandes) divideix ("stries") les dades de manera uniforme en dos o més discos, sense informació de paritat, redundància o tolerància a errors. Des del RAID 0 no proporciona tolerància a errors ni redundància, la fallada d'una unitat farà que falli tota la matriu; com a resultat d'haver distribuït les dades a tots els discos, la fallada provocarà una pèrdua total de dades. Aquesta configuració normalment s'implementa tenint la velocitat com a objectiu previst. RAID 0 s'utilitza normalment per augmentar el rendiment, tot i que també es pot utilitzar com una manera de crear un gran volum lògic a partir de dos o més discs físics.

## RAID 1
RAID 1 consisteix en una còpia exacta (o mirall) d'un conjunt de dades en dos o més discos; un RAID clàssic 1 parell reflectit conté dos discs. Aquesta configuració no ofereix paritat, franges o abast de l'espai de disc entre diversos discs, ja que les dades es reflecteixen en tots els discs que pertanyen a la matriu i la matriu només pot ser tan gran com el disc membre més petit. Aquest disseny és útil quan el rendiment de lectura o la fiabilitat són més importants que el rendiment d'escriptura o la capacitat d'emmagatzematge de dades resultant.

## RAID 2

Esquema de configuració d'un RAID 2.

RAID 2, que rarament s'utilitza a la pràctica, elimina les dades a nivell de bits (en lloc de bloc) i utilitza un codi Hamming per a la correcció d'errors. El controlador sincronitza els discos per girar amb la mateixa orientació angular (assoleixen l'índex al mateix temps), de manera que generalment no pot atendre diverses peticions simultàniament. No obstant això, depenent d'un codi Hamming d'alta velocitat, molts eixos operarien en paral·lel per transferir dades simultàniament, de manera que són possibles "taxes de transferència de dades molt altes" com per exemple en el DataVault on es transmetien 32 bits de dades simultàniament.

Esquema de blocs d'un RAID 3de sis bytes i dos bytes de paritat, es mostren dos blocs de dades de diferents colors.

## RAID 3
RAID 3, que rarament s'utilitza a la pràctica, consisteix en striping a nivell de bytes amb un disc de paritat dedicat. Una de les característiques del RAID 3 és que generalment no pot atendre diverses sol·licituds simultàniament, cosa que passa perquè qualsevol bloc de dades únic, per definició, es repartirà per tots els membres del conjunt i residirà a la mateixa ubicació física de cada disc. Per tant, qualsevol operació d'E/S requereix activitat a tots els discs i normalment requereix eixos sincronitzats.

Esquema d'un RAID 5amb cada color que representa el grup de blocs de dades i el bloc de paritat associat (una franja). Aquest diagrama mostra el disseny asíncron esquerre.

## RAID 5
RAID 5 consisteix en bandes a nivell de bloc amb paritat distribuïda. A diferència del RAID 4, la informació de paritat es distribueix entre les unitats. Requereix que totes les unitats menys una estiguin presents per funcionar. En cas de fallada d'una sola unitat, les lectures posteriors es poden calcular a partir de la paritat distribuïda de manera que no es perdin dades. RAID 5 requereix almenys tres discs.

## RAID 6

Esquema d'un RAID 6, que és idèntica a RAID 5 exceptuant l'addició d'un segon bloc de paritat.

RAID 6 amplia el RAID 5 afegint un altre bloc de paritat; per tant, utilitza striping a nivell de bloc amb dos blocs de paritat distribuïts per tots els discos membres. Com en RAID 5, hi ha molts dissenys de matrius de discos RAID 6 depenent de la direcció en què s'escriuen els blocs de dades, la ubicació dels blocs de paritat respecte als blocs de dades i si s'escriu o no el primer bloc de dades d'una banda posterior. a la mateixa unitat que l'últim bloc de paritat de la banda anterior. La figura de la dreta és només un dels molts d'aquests dissenys.